# Chionis
Chionis è un genere di uccelli caradriiformi diffuso nelle regioni antartiche. È l'unico genere della famiglia Chionidae..

## Descrizione
Sono gli unici uccelli antartici a non avere piedi palmati; hanno il piumaggio completamente bianco e si distinguono solo per la diversa colorazione della faccia e delle zampe; hanno una sorta di guaina cornea che ricopre la parte superiore del robusto becco. Sono all'apparenza paffuti e assomigliano ai piccioni, ma si pensa possano essere simili ai progenitori dei gabbiani e delle sterne.

Sono uccelli solitamente necrofagi, ma all'occorrenza sottraggono uova e pulcini da cormorani e pinguini, come anche rimasugli di cibo. Depongono 2-3 uova bianche chiazzate in cavità rocciose o in fenditure del terreno.

## Sistematica
I recenti studi filogenetici sui Caradriiformi hanno appurato che i Chionidae sono imparentati con i Burhinidi e con il piviere di Magellano, elevati tutti al sottordine dei Chionidi.
Comprende due sole specie:
- Chionis albus (J.F.Gmelin, 1789) - chione bianco
- Chionis minor Hartlaub, 1841 - chione minore